# Obraz Matki Bożej w Staszkówce
Obraz Matki Bożej Staszkowskiej – słynący cudami wizerunek Matki Bożej z Dzieciątkiem, znajdujący się w ołtarzu głównym kościoła Imienia Maryi w Staszkówce w województwie małopolskim. 

## Historia i opis

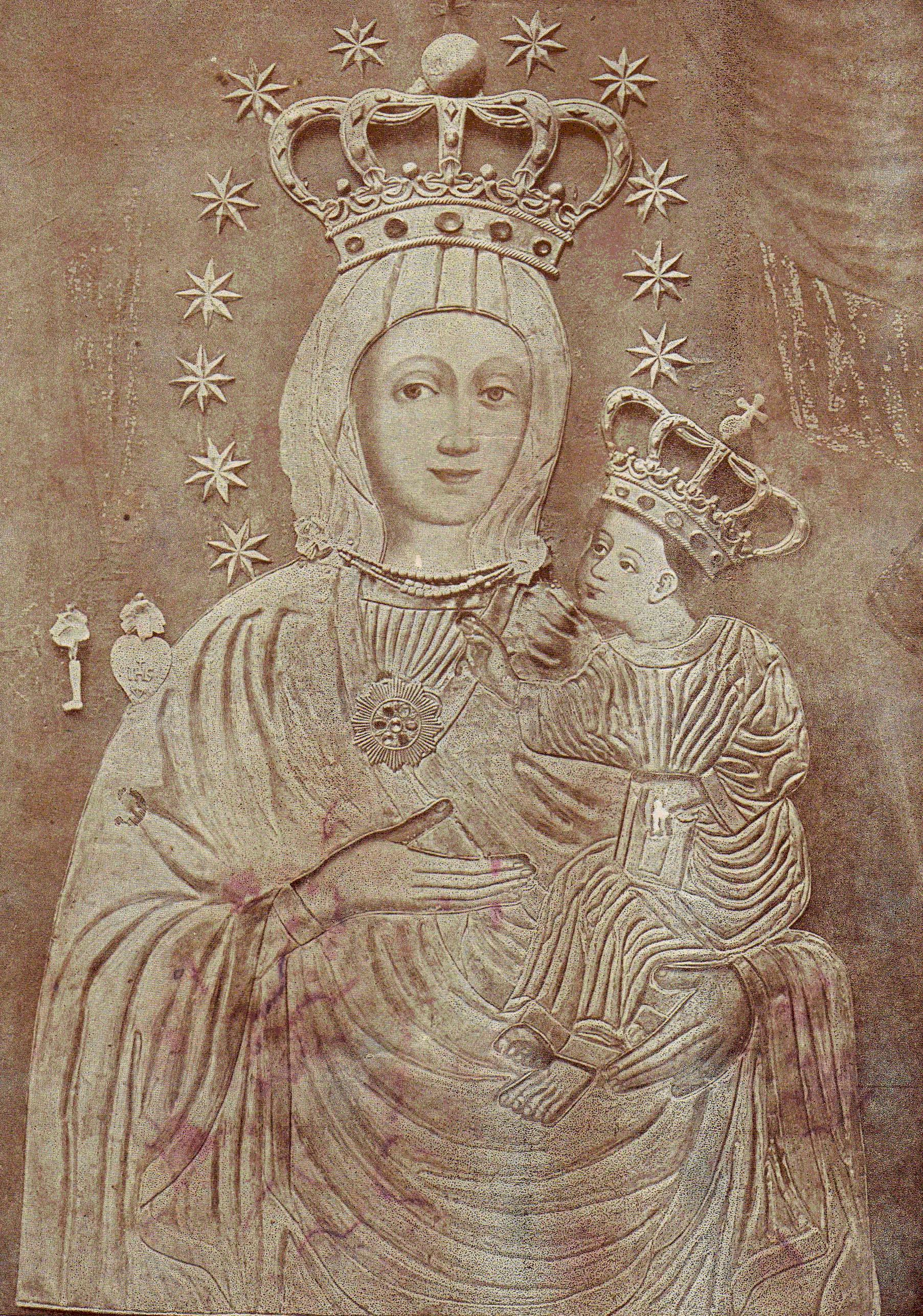
Oryginalny obraz Matki Bożej Staszkowskiej

Oryginalny obraz Matki Bożej Staszkowskiej został namalowany około XV wieku. O obrazie Maryi w Staszkówce wspominają zapiski z wizytacji biskupich. Notatka z wizytacji biskupa krakowskiego Kajetana Ignacego Sołtyka z 26 maja 1767 roku wymienia obraz Najświętszej Marii Panny w głównym ołtarzu z sukienką wybitą w kwiaty oraz dwie korony pozłacane. Obok obrazu umieszczono wiele wotów (m.in. w 5 kształcie kwadratu, wotywne serce i 2 pierścionki). Wizerunek spłonął wraz z świątynią w czasie I wojny światowej, 20 marca 1915 roku. 
Nowy obraz namalował Józef Edward Dutkiewicz w latach 1943–1946. Malarz wzorował się na wizerunku pochodzącym z kościoła Podwyższenia Krzyża Świętego w Podolu-Górowej, który znajduje się w Muzeum Diecezjalnym w Tarnowie. Na nowym obrazie uwzględniono także cechy, które posiadał spalony wizerunek. Obraz ma wymiary 105 x 75 cm i jest malowany w technice olejnej na desce. 
Obraz przedstawia Najświętszą Marię Pannę z dzieciątkiem Jezus na lewej ręce. Prawą natomiast wskazuje Zbawiciela. Jezus w lewej ręce trzyma książkę, a prawą wskazuje swoją Matkę. Płaszcz Matki Bożej spina rzadki kształt broszy, nimb wokół głowy Maryi otacza 12 gwiazd. Obraz Madonny przypomina typ wizerunku Matki Bożej Piekarskiej. W górnej części ram umieszczony jest napis „Bogurodzica”, a w dolnej „Ave Maryja”. Pod wizerunkiem wśród wotów umieszczono ocalałą z pożaru koronę z poprzedniego obrazu.

### Legenda o przybyciu (pierwszego) obrazu
Legenda głosi, że pewnego razu kupcy jadący z Węgier do Krakowa przez Staszkówkę zatrzymali się przy kościele, gdyż woły nie chciały jechać dalej. Kupcy rozładowali wóz, by ulżyć zwierzętom, ale one nadal nie chciały iść. Poszli zatem do kościoła, gdy wrócili woły nadal nie chciały ruszyć z miejsca. Jeden kupiec zabrał z wozu obraz Matki Bożej zamówiony na południu dla krakowskiego dostojnika, wówczas woły wstały. Kupcy zrozumieli, że Matka Boża chce zostać w Staszkówce. 

## Kult
W dawnych czasach do Staszkówki przybywali pielgrzymi z okolicznych parafii, dziś kult Matki Bożej odnosi się do granic parafii. W niedzielę przed lub po 12 września odbywa się ku jej czci odpust parafialny. W każdą środę odbywa się przed obrazem nowenna do Matki Bożej. Od maja do października 13. dnia miesiąca celebrowane jest nabożeństwo fatimskie.